# SVS Sokol V
Pour les articles homonymes, voir Sokol.
Le SVS Schwechat Sokol V est un club de volley-ball autrichien basé à Vienne, et évoluant au plus haut niveau national (aon Volley League).

## Palmarès
Néant.

## Effectif de la saison en cours
Entraîneur : Karl Kienbauer  Autriche ; entraîneur-adjoint : Miro Palgut  Autriche
| Numéro | Nom                 | Taille | Nationalité        |
| ------ | ------------------- | ------ | ------------------ |
| 1      | Lubomir OSTRIHON    | 1,99   | Slovaquie          |
| 2      | Oliver BINDER       | 1,86   | Autriche           |
| 3      | Bernhard STEINDL    | 1,92   | Autriche           |
| 4      | Wolfgang SCHIESTERL | 1,99   | Autriche           |
| 5      | David SOUKUP        | 1,85   | Autriche           |
| 6      | Mohamed SHARIF      | 1,92   | Autriche           |
| 9      | Jiri KOUBEK         | 1,92   | République tchèque |
| 10     | Florian GORNIK      | 1,96   | Autriche           |
| 11     | Lubor HALANDA       | 1,87   | Slovaquie          |
| 12     | Andreas MÄTZLER     | 1,92   | Autriche           |
| 18     | Matthias KIENBAUER  | 1,84   | Autriche           |